# Musculus rectus lateralis bulbi
De musculus rectus lateralis bulbi of zijdelingse rechte oogspier  is een van de vier rechte oogspieren.
De musculus rectus lateralis bulbi zorgt voor een zuivere abductie van de oogbol. Dit houdt voor het rechteroog kijken naar rechts in, voor het linkeroog kijken naar links.
In tegenstelling tot de andere rechte oogspieren, wordt deze geïnnerveerd door de nervus abducens.

## Rechte oogspieren
- Musculus rectus superior bulbi
- Musculus rectus inferior bulbi
- Musculus rectus medialis bulbi
- Musculus rectus lateralis bulbi